# Citizens United v. Federal Election Commission
Citizens United v. Federal Election Commission is een arrest van het Hooggerechtshof van de Verenigde Staten d.d. 21 januari 2010. Het stelt dat de overheid verkiezingspropaganda door "onafhankelijke" organisaties en bedrijven niet kan verbieden. Een wet die een sperperiode instelde, werd in strijd bevonden met de grondwettelijke vrijheid van meningsuiting. 
Het arrest past binnen eerdere jurisprudentie over het "kopen" van verkiezingen. In Buckley v. Valeo (1976) had het hof reeds geoordeeld dat personen onbeperkt geld mochten geven aan verkiezingskandidaten. Kort daarna had First National Bank of Boston v. Bellotti dit ook toegelaten voor bedrijven (1978), die voortaan behandeld werden als natuurlijke personen met grondrechten. Citizens United ging verder op deze weg en elimineerde een nog resterende beperking voor bedrijven en verenigingen.

## Achtergrond
In de aanloop naar de democratische voorverkiezing van 2008 liet de conservatieve organisatie Citizens United tv-reclame uitzenden voor de documentaire Hillary: The Movie, een kritisch portret van Hillary Clinton. In het wettelijke jargon ging het om "onafhankelijke uitgaven" (niet inhoudelijk aangestuurd door of overlegd met een partij of kandidaat, hoewel de organisatie erachter wel degelijk expliciet partij kiest).
De Federale Verkiezingscommissie (FEC) achtte dit in strijd met de sperperiode ingesteld door de Bipartisan Campaign Reform Act van 2002 (de zogenaamde wet-McCain-Feingold). Die verbood rechtspersonen (corporations) om in de dertig dagen voorafgaand aan een voorverkiezing televisieboodschappen te brengen waarin een kandidaat werd vernoemd. 
Citizens United ging in beroep tegen de beslissing van de FEC en bracht de zaak uiteindelijk voor het Supreme Court. Dat oordeelde vijf tegen vier dat de campagnewet strijdig was met de vrije meningsuiting zoals beschermd door het eerste amendement van de grondwet. Ook organisaties die niet aan het campagneteam van een kandidaat gelieerd zijn, mochten voortaan tot het laatste ogenblik verkiezingspropaganda voeren.
Het Hooggerechtshof kwam hiermee terug op Austin v. Michigan Chamber of Commerce (1990) en gedeeltelijk ook op McConnell v. Federal Election Commission (2003). In die eerdere uitspraken was de Bipartisan Campaign Reform Act overeind gebleven.